# Giovanni Testolin
Giovanni Testolin (Castelbelforte, 10 agosto 1957) è un ex ciclista su strada italiano.
Professionista nel 1982, partecipò al Giro d'Italia.

## Carriera
Da dilettante fu due volte terzo al Giro della Valle d'Aosta, nel 1978 e nel 1980, fu terzo alla Settimana Ciclistica Bergamasca nel 1981, fu quarto (a pari tempo con il secondo e terzo classificato) al Giro d'Italia dilettanti nel 1979, e fu secondo (a pari tempo con il primo classificato) al Giro dell'Alpe Adria del 1980. Disputò una sola stagione da professionista, nel 1982, classificandosi al ventiduesimo posto al Giro d'Italia, quinto della classifica giovani.

## Piazzamenti

### Grandi Giri
- Giro d'Italia

1982: 22º